# Баранович Дмитро Якович
Дми́тро Я́кович Барано́вич (нар. 26 жовтня 1869. Рівненський повіт — пом. 29 жовтня 1937, Житомир) — член III Державної думи Російської імперії від Волинської губернії, священник.

## Життєпис
Українець. Син сільського священника. Мав 52¾ десятини церковної землі. Був одружений.
Закінчив Кременецьке духовне училище (1884) і Волинську духовну семінарію 1-го розряду (1890).
Після закінчення духовної семінарії був наглядачем, а потім вчителем підготовчих класів у Клеванському духовному училищі, а з 1902 року — вчителем співу в Київській духовній семінарії.
В 1903 році висвячений на священика села Суємці Новоград-Волинського повіту.

### Громадсько-політична діяльність
В 1905 році вступив в Союз російського народу.
В жовтні 1907 року обраний членом III Державної думи від Волинської губернії. Входив до фракції правих. Був членом комісій: з виконання державного розпису доходів і витрат, торгівлі і промисловості.
Підписав законопроєкти:
- «О запрещении продажи частновладельческой земли не иначе как при посредстве земельных банков»
- «Об улучшении и увеличении крестьянского землевладения и землепользования»
- «О майоратных имениях в Царстве Польском»
- «О выдаче пособия крестьянам при переселении на отрубные участки»
- «Об учреждении в Ростове-на-Дону окружного суда»

Після закінчення роботи в Державній думі в 1912 році повернувся в Суємці.
В роки Першої світової війни виступав з проповідями на підтримку дій влади Російської імперії.
Після Жовтневого перевороту продовжував служити священником в Суємцях, аж до закриття церкви в 1935 році. В грудні 1917 року балотувався в Українські Установчі Збори від Волинської губернії за списком «від православних приходів і хліборобів», який очолювали В. В. Шульгін і Я. В. Глінка.

### Смерть
31 липня 1937 року арештований. В довідці-характеристиці, виданій Суємецькою сільською радою, стверджувалося, що Баранович займався агітацією проти радянської влади, виступав проти колгоспів і збирав підписи за відкриття церкви. Був звинувачений за статтею 54-10 КК УРСР «як учасник контрреволюційної групи церковників, глибокий націоналіст-монархіст». 25 жовтня 1937 року засуджений до розстрілу трійкою УНКВС по Житомирській області. Розстріляний 29 жовтня того ж року в Житомирі.
Реабілітований 19 травня 1989 року прокуратурою Житомирської області.